# Relativistische eenheden
Relativistische eenheden zijn natuurlijke eenheden die veel gebruikt worden in de deeltjesfysica om de formules te vereenvoudigen. Relativistische eenheden zijn zodanig gekozen dat relevante natuurkundige constanten de waarde 1 hebben:
| Grootheid              | Eenheid                                                       |
| ---------------------- | ------------------------------------------------------------- |
| Lengte (L)             | {\displaystyle l_{\mathrm {rel} }=\hbar c/E_{\mathrm {rel} }} |
| Massa (M)              | {\displaystyle m_{\mathrm {rel} }=E_{\mathrm {rel} }/c^{2}}   |
| Tijd (T)               | {\displaystyle t_{\mathrm {rel} }=\hbar /E_{\mathrm {rel} }}  |
| Elektrische lading (Q) | {\displaystyle q_{\mathrm {rel} }=e/{\sqrt {4\pi \alpha }}}   |

de lichtsnelheid: c = 1
de gereduceerde constante van Planck: ħ = 1
de elektrische veldconstante: ε0 = 1
Dan is ook 
de magnetische veldconstante μ0 = 1 / ε0 c2 = 1
De numerieke waarde van de elektronlading kan men bepalen aan de hand van de fijnstructuurconstante α, die dimensieloos is en bij benadering de waarde 1/137 heeft. Uit
{\displaystyle \alpha =e^{2}/4\pi \epsilon _{0}\hbar c} volgt dan dat
{\displaystyle e={\sqrt {4\pi \alpha }}\approx 0,3}
Voor de relativistische energie-eenheid Erel, of de massa-eenheid Erel/c2, wordt meestal de niet-natuurlijke eenheid eV gekozen
{\displaystyle E_{\mathrm {rel} }} = 1 eV.
Dan is de relativistische lengte-eenheid
{\displaystyle l_{\mathrm {rel} }=\hbar c/E_{\mathrm {rel} }\approx } 0,2  micrometer.
Relativistische eenheden verschillen van planck-eenheden vooral in de massa-eenheid. Bij planck-eenheden wordt die gebaseerd op de gravitatieconstante G, die op 1 gesteld wordt; bij relativistische eenheden wordt de massa-eenheid afgeleid van een in feite willekeurige energie-eenheid (meestal eV). Planck-eenheden zijn daardoor vooral geschikt voor theoretisch werk waarbij zwaartekracht een rol speelt, en relativistische eenheden zijn geschikt voor werk waarbij wel de speciale relativiteitstheorie een rol speelt maar niet de zwaartekracht (zoals in de deeltjesfysica).